# NN-146
La carretera NN‑146 es una vía departamental secundaria ubicada en el municipio de San Francisco Libre, en el departamento de Managua. Conecta la comunidad de Los Rincones con la zona portuaria de Puerto Díaz sobre el Lago Xolotlán.

## Trazado y cruces
| km  | Localidad / Punto | Departamento | Conexión / Ruta |
| --- | ----------------- | ------------ | --------------- |
| 0,0 | Los Rincones      | Managua      | NN 145          |
| 3,2 | El Naranjo        | Managua      | Camino rural    |
| 6,7 | Puerto Díaz       | Managua      | Acceso lacustre |

## Coordenadas
Uno de los tramos de la NN‑146 puede ser encontrado en las coordenadas: 12°02′25″N 86°10′19″O / 12.0402, -86.1720